# Lulworth Military Range

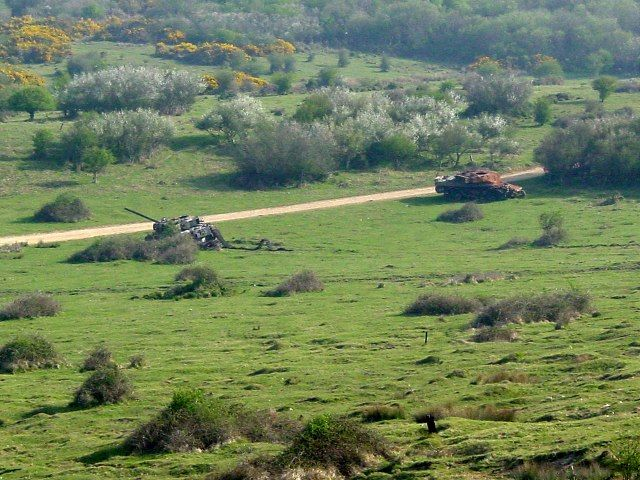
Panzer auf dem Armeegelände

Die 30 km² große Lulworth Military Range liegt zwischen Wareham und Lulworth Cove auf der Halbinsel Isle of Purbeck in der Grafschaft Dorset, in England. Das Grundstück ist im Besitz des Verteidigungsministeriums des Vereinigten Königreichs und ist Teil der Ausbildungsschule für gepanzerte Kampffahrzeuge (Armoured Fighting Vehicles Gunnery School).
Das Gelände liegt circa 10 Kilometer westlich von Swanage und etwa 15 Kilometer östlich von Dorchester.
Panzer und andere gepanzerte Fahrzeuge werden in diesem Bereich verwendet und Granaten werden abgefeuert. Aus Sicherheitsgründen ist der Eintritt nur dann erlaubt, wenn das Armeegelände nicht in Betrieb ist. Große rote Fahnen wehen in der Region und auf Bindon Hill und St Alban’s Head blitzen Warnleuchten, wenn der Bereich benutzt wird.
Lulworth Military Range liegt innerhalb einer Area of Outstanding Natural Beauty und erstreckt sich entlang der Küste zwischen den Buchten von Lulworth und Kimmeridge und ist Teil der sogenannten Jurassic Coast. Die Küste und Klippen entlang dieses Abschnittes der Ärmelkanalküste gehören zu den Naturwundern der Welt. Von Orcombe Point bis zu Old Harry Rocks erstreckt sich ein 155 Kilometer langer Küstenstreifen, der als erste Naturlandschaft in England von der UNESCO zum Weltnaturerbe erklärt wurde.
Der Zugang zur Region ist nur zu Fuß möglich, entweder über den Küstenweg oder ab den Parkplätzen bei Lulworth Castle oder Tyneham. Die Wanderungen und der Küstenweg sind offen am Wochenende, aber nur an wenigen Wochentagen. Besucher werden gewarnt, auf dem Fußwege zu bleiben. Diese Pfade werden von Blindgängern geräumt.

## Bewegliche Ziele

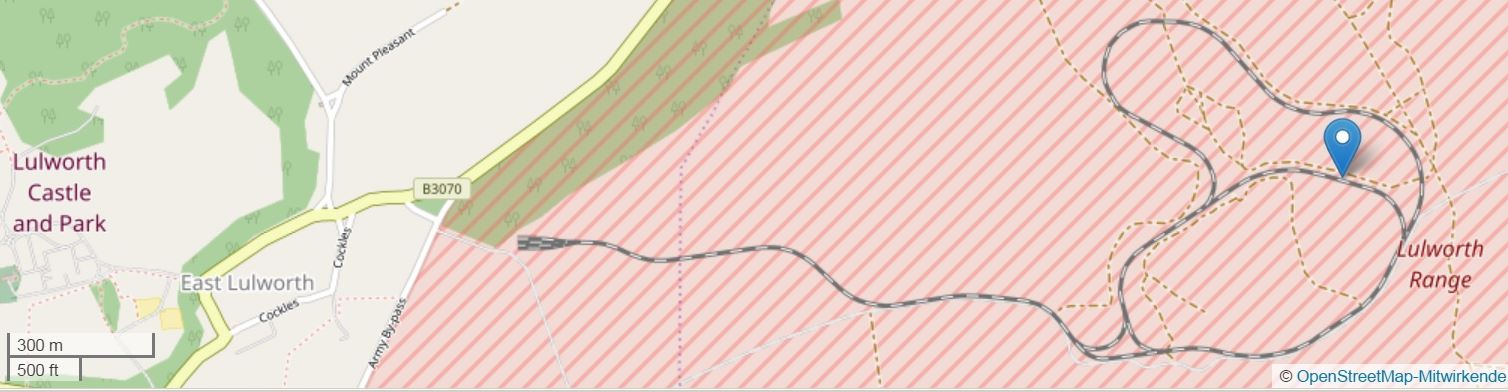
Schienen der Zielscheibeneisenbahn

In der Lulworth Range gibt es eine elektrisch betriebene Zielscheibeneisenbahn auf Schmalspurgleisen. Die Gleise sind in Form zweier ineinander liegenden Kreise und einem Abzweiggleis zu einem viergleisigen Abstellschuppen verlegt.